# 田村秀夫 (国土交通技官)
田村 秀夫（たむら ひでお）は、日本の国土交通技官。国土交通省大臣官房審議官や、国土交通省北海道局長を務めた。

## 人物・経歴
北海道小樽市出身。北海道札幌西高等学校を経て、北海道大学工学部土木工学科卒業後、1983年建設省入省。一流作家の増田俊也は大学の後輩である。中部地方整備局河川部長を経て、2012年中部地方整備局企画部長。国土交通省大臣官房技術調査課長として、住宅の品質確保の促進等に関する法律改正への対応などを行ったのち、2015年国土交通省大臣官房審議官（北海道局担当）に就任。2016年に国土交通省北海道局長に就任。河川事業や電線類地中化などを進めた。2018年日本工営顧問。2019年日本工営執行役員コンサルタント国内事業本部副事業本部長、東京大学生産技術研究所リサーチフェロー。